# Шарипов, Магомед Магомедович
Магомед Магомедович Шарипов (6 августа 2002, Махачкала, Дагестан, Россия) — российский и бахрейнский борец вольного стиля, призёр чемпионата России, неоднократный призёр чемпионатов Азии.

## Биография
27 января 2021 года в финале Первенства Дагестана среди юниоров уступил Загиду Каримову. 7 марта 2021 года занял 2 место на Первенстве СКФО среди юниоров в Хасавюрте, уступив в финале Загиду Каримову. 21 января 2022 года в Хасавюрте победил на Первенстве Дагестана среди юниоров. 24 февраля 2022 года завоевал бронзовую медаль на чемпионате Дагестана в Каспийске. 27 марта 2022 года в Каспийске одержал победу на Первенстве России среди юниоров. 20 мая 2022 года в Москве в финале Мемориала Ивана Поддубного уступил Магомеду Курбанову. 25 июня 2022 года на чемпионате России в Кызыле, в схватке за 3 место одолел Тамерлана Тапсиева, и стал бронзовым призёром. Осенью 2022 года начал представлять Бахрейн. 5 ноября   2022 года одержал победу на международном турнире памяти Динмухамеда Кунаева в казахстанском Таразе. Через несколько дней в составе сборной Бахрейна в Египте он победил на арабском чемпионате. 14 апреля 2023 года в Астане, одолев в схватке за 3 место Мирлана Чыныбекова из Кыргызстана, завоевал бронзовую медаль чемпионата Азии.

12 апреля 2024 года в Бишкеке стал бронзовым призёром чемпионата Азии.

## Личная жизнь
Является младшим братом российского борца Шамиля Шарипова.

## Спортивные результаты
- Первенство России по вольной борьбе среди юниоров 2022 — ;
- Чемпионат России по вольной борьбе 2022 — ;
- Арабский чемпионат по борьбе 2022 — ;
- Чемпионат Азии по борьбе 2023 — ;
- Чемпионат Азии по борьбе 2024 — ;